# 四分音符
在音乐记谱中，四分音符是一种音符时值。在五线谱记法中，四分音符表示为一个实心的椭圆符头加上一个不带符尾的符桿（如右图左边的记号）。当符头位于五线谱第三线上方（包括第三线）时，符桿朝下，否则符桿朝上，符桿改变方向时，符头的方向也要作相应改变（见图）。四分音符的音长是全音符的四分之一，即4/4拍中的一拍。二分音符的音长是其2倍，八分音符的音长是其二分之一，十六分音符的音长是其四分之一，等等。

从左至右：符干向上、向下的四分音符，以及四分休止符

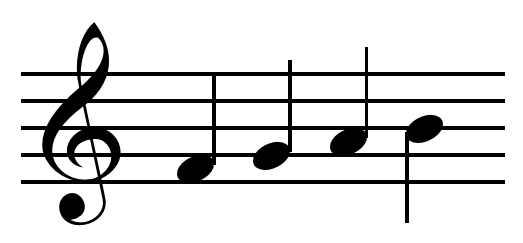
四個四分音符，四分音符是沒有符尾的最小音符時值

在Unicode中，四分音符的编码是U+2669（♩），或是十進制Alt鍵+9833。
在休止符中，对应有着同样音长的是四分休止符，在五线谱中表示为一个类似将“z”和“c”从上至下连起来的记号，写在线谱中央（如右图右边的记号）。

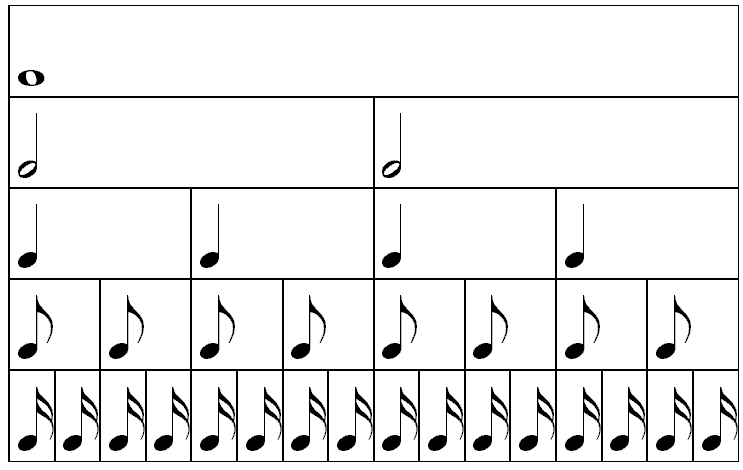
各音符的时值比较